# Малий коментар

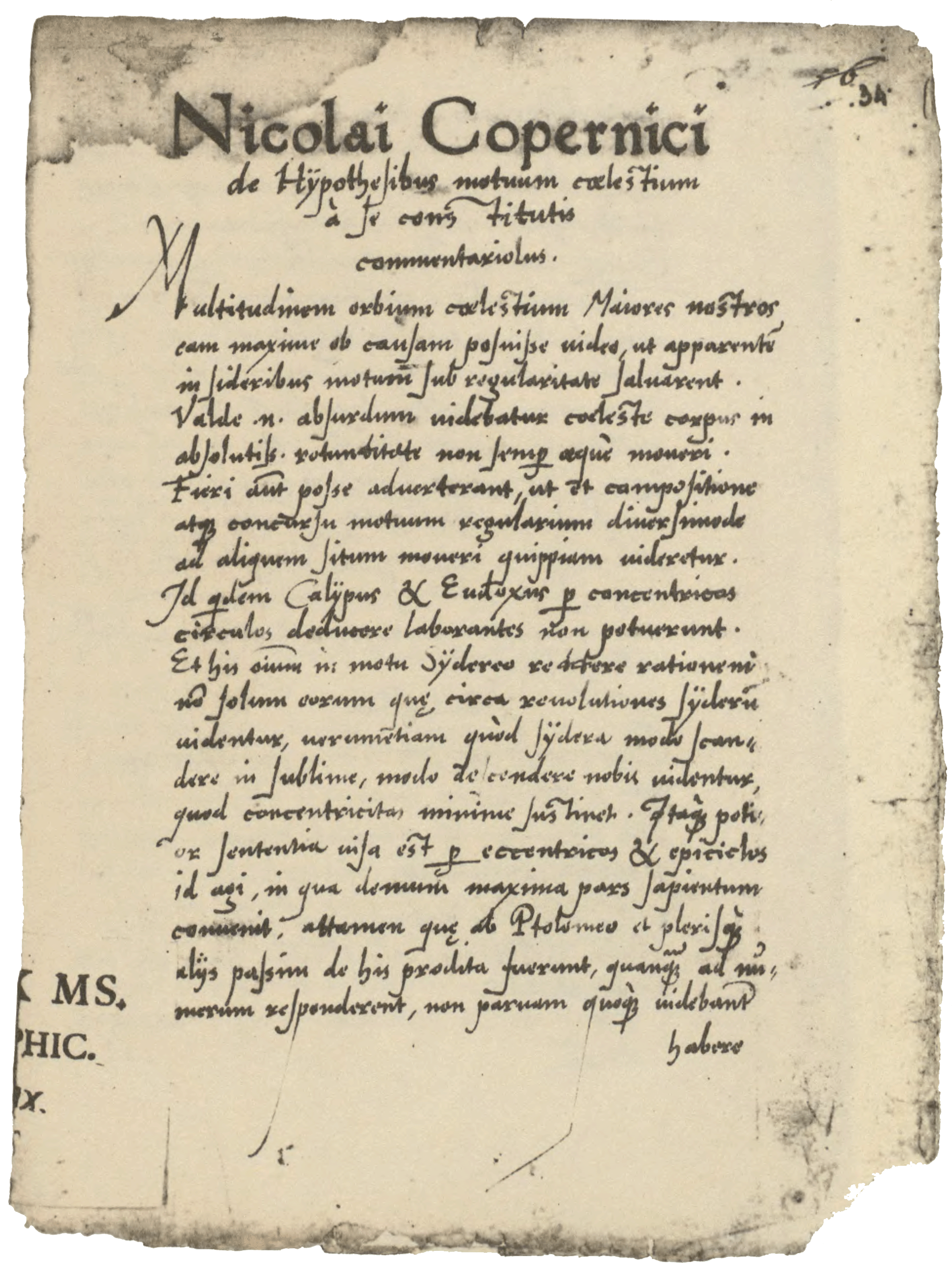
Титульна сторінка екземпляра «Малого коментаря» з Австрійської національної бібліотеки

«Малий коментар Миколая Коперника до гіпотез руху небесних тіл, висунутих ним самим» (лат. Nicolai Copernici de hypothesibus motuum coelestium a se constitutis commentariolus, часто коротко називається «Commentariolus», тобто «Малий коментар») — твір польського астронома Миколая Коперника обсягом 40 сторінок, що був написаний близько 1514 року і містив перші нариси геліоцентричної системи світу. Розгорнуту версію своєї теорії, яка дала початок коперниківській революції в науці, Коперник виклав у своїй головній праці «Про обертання небесних сфер», опублікованій 1543 року.
На даний момент відомо три примірники «Малого коментаря», які відрізняються один від одного невеликими помилками в написанні і були знайдені в бібліотеках Відня, Стокгольма та Абердина. Автограф Коперника досі не виявлено. Точний час, коли Коперник написав «Малий коментар», невідомий. Ймовірно, він був створений до травня 1514 року. Зазвичай вважають, що «Малий коментар» був написаний приблизно в 1509 році, тобто наприкінці перебування Коперника в Гейльсберзі. Нічого достовірного не відомо про поширення та сприйняття «Малого коментаря» сучасниками Коперника.

## Історія знахідки

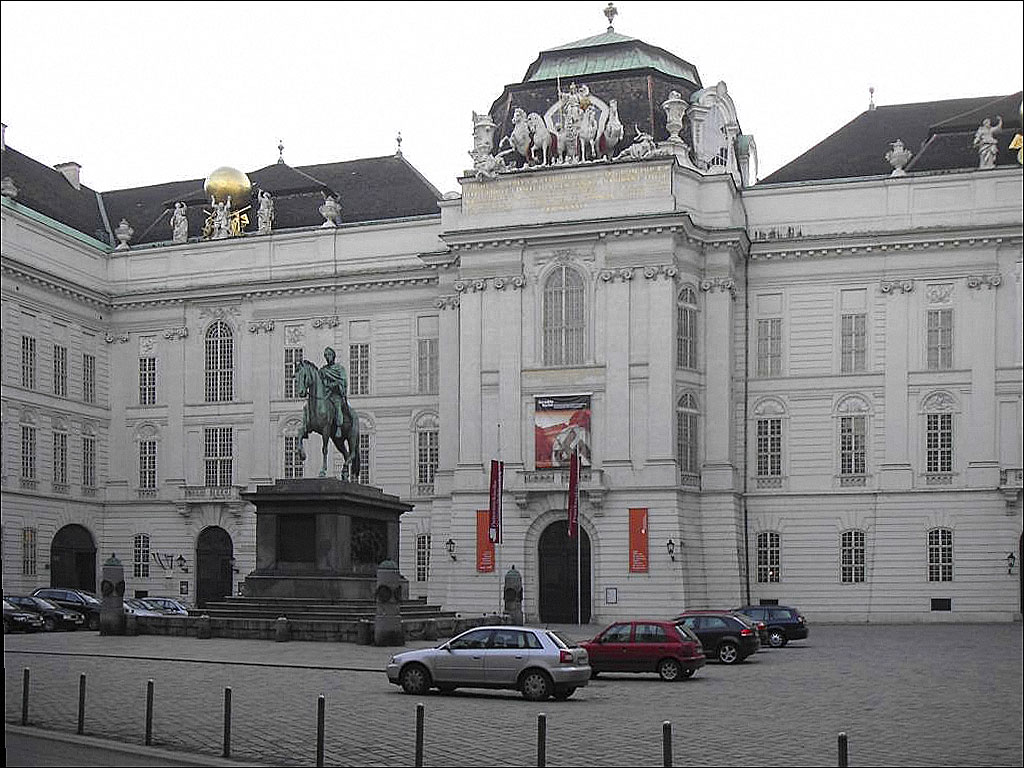
Віденська придворна бібліотека, де 1877 року виявив першу копію «Малого коментаря».

Перший (неповний) примірник «Малого коментаря» виявив 1877 року Максиміліан Курце у Віденській придворній бібліотеці. Він знайшов його в томі, що складався з 45 сторінок і містив два рукописи, зброшуровані разом, з доданими передньою та задньою сторінками. Перший рукопис містив трактат помічника Тихо Браге Лонгомонтана про комету 1590 року, який Лонгомонтан присвятив своєму другові Йоганнесу Еріксену, датувавши присвяту 18 липня 1600 року. Другий рукопис мав назву Nicolai Copernici de hypothesibus motuum coelestium a se constitutis commentariolus. У 1878 році Куртце опублікував копію цього тексту з короткими коментарями в першому випуску «Повідомлень Товариства науки і мистецтва Коперника в Торуні».
Відсутню частину тексту, яка містить більшу частину теорії Коперника про Місяць, вдалося доповнити за повною копією, яку виявили 1881 року в бібліотеці Стокгольмської обсерваторії. Вона була переплетена з Базельським виданням «Про обертання небесних сфер» і належала Яну Гевелію.
На початку 1960-х Вільям Персегаус Делісл Вайтман (1899—1983) вивчав наукові праці XVI століття, які зберігались в бібліотеці Абердинського університету. 1962 року він опублікував бібліографію цих творів, зазначивши в ній, що між сторінками Базельського видання «Про обертання небесних сфер» виявлено одну сторінку «Малого коментаря». Через три роки в результаті досліджень Єжи Добжицького з'ясувалося, що цей том містить третю копію «Малого коментаря».

## Історія
Коперник написав «Малий коментар» приблизно в 1514 році і надіслав копії роботи своїм друзям і колегам. Ця праця не була надрукований при житті Коперника, але стала відомою в науковій і церковній спільнотах XVI століття. У 1533 році німецький теолог і гуманіст Йоганн Альбрехт Відманштеттер виступив у Римі з циклом лекцій про теорію Коперника, описану в «Малому коментарі». Ці лекції відвідали папа Климент VII і декілька католицьких кардиналів, які виявили зацікавленість у теорії Коперника. Першого листопада 1536 року архієпископ Капуї Ніколаус фон Шенберг написав листа Копернику з проханням надіслати копію його роботи «найближчим часом».
Копії «Малого коментаря» поширювалися певний час після смерті Коперника, але згодом ця праця була забута і лишалася в забутті до другої половини XIX століття, коли були знайдені її рукописні копії.

## Зміст роботи

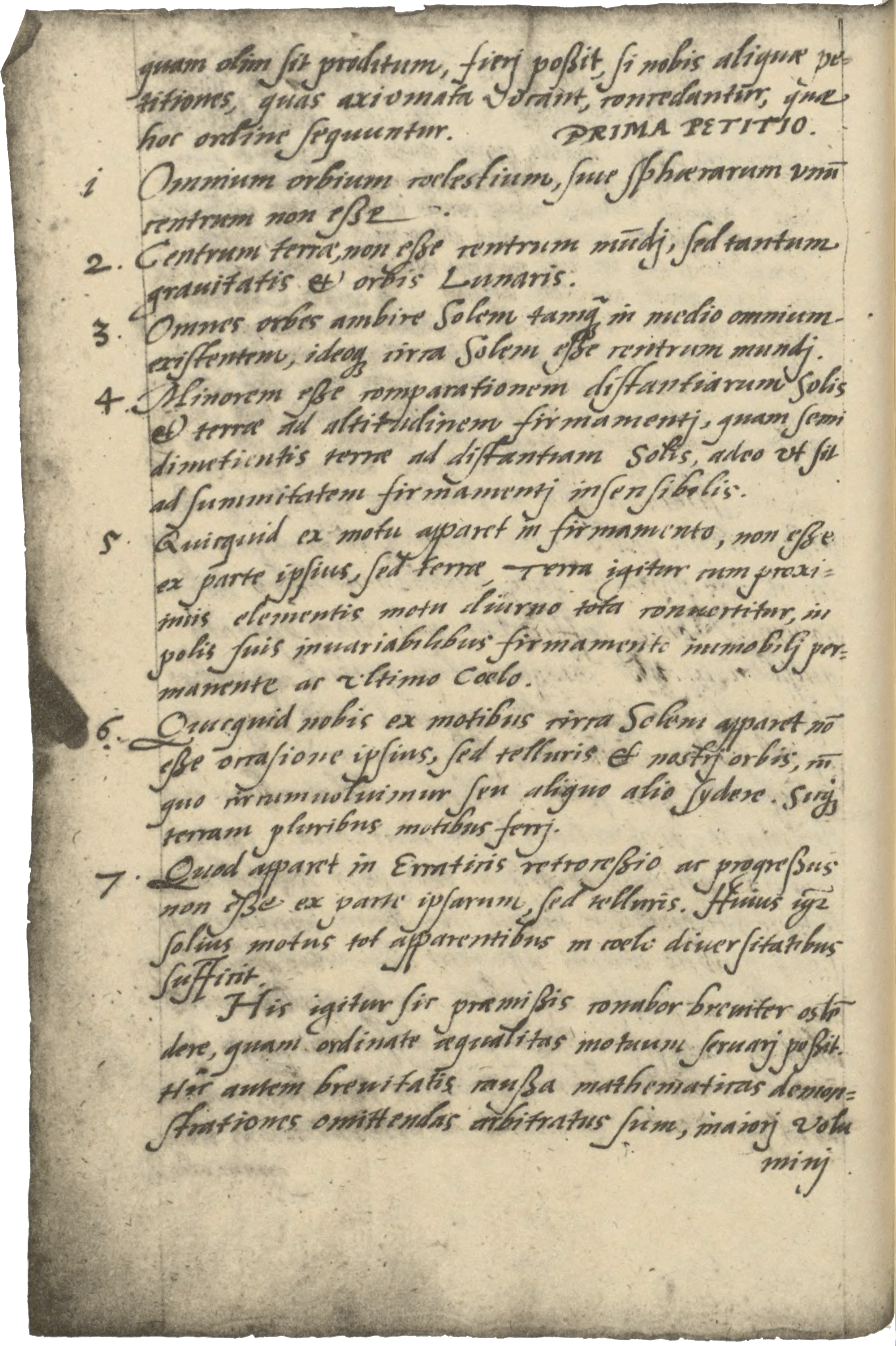
Аркуш Стокгольмського рукопису «Малого коментаря» з сімома «постулатами» Коперника.

У «Малому коментарі» Коперник виклав сім постулатів стосовно свого бачення устрою світобудови:
1. Не всі небесні тіла обертаються навколо однієї точки;
2. Центр Землі є центром орбіти Місяця навколо Землі;
3. Усі сфери планет обертаються навколо Сонця, яке перебуває недалеко від центру Всесвіту;
4. Відстань між Землею та Сонцем незначна порівняно з відстанню до зір, оскільки ми не спостерігаємо річний паралакс зір;
5. Зорі нерухомі, а їх видимий рух викликаний добовим обертанням Землі;
6. Земля обертається у сфері довкола Сонця, внаслідок чого здається, що рухається Сонце; Земля здійснює не один рух;
7. Рух Землі по орбіті навколо Сонця є причиною позірного зворотного руху планет.

## Поширення

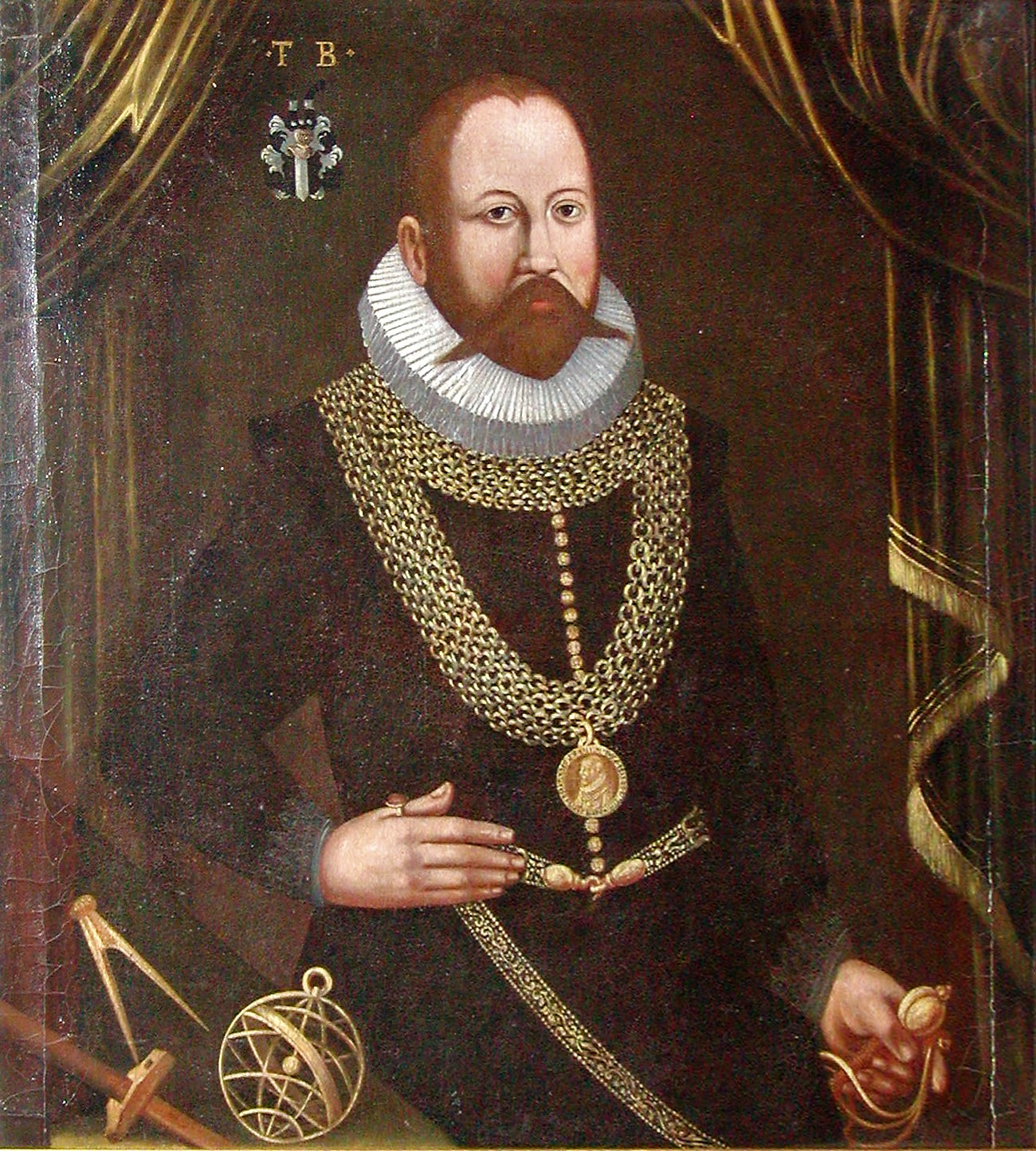
Датський астроном Тихо Браге, який долучився до розповсюдження «Малого коментаря».

Нічого не відомо достеменно про розповсюдження «Малого коментаря» за життя Коперника та його вплив на тогочасну астрономію. Дослідник Коперника Оуен Джинджеріч стверджує, що копії «Малого коментаря» поширювалися серед деяких довірених осіб Коперника. Циркулювання копій «Малого коментаря» могло сприяти тому, що Коперника попросили висловити свою думку щодо майбутньої реформи календаря на П'ятому Латеранському соборі.
У книзі Тихо Браге «Вступ до оновленої астрономії» (Astronomiae Instauratae Progymnasmata), опублікованій 1602 року, є коротке посилання на «Малий коментар»: «… або можна також віднести це до річного циклу сонця так, як це зробив Коперник у своєму невеликому трактаті про висунуті ним гіпотези. Він свого часу був подарований мені як рукопис в Регенсбурзі високоповажним доктором Тадеусом Хагеціусом, який залишився в тісних і тривалих стосунках зі мною. Пізніше я сам повідомив про це ряду інших німецьких математиків, про яких я згадую тут, щоб ті, хто отримав цей документ, знали, звідки він взявся».
Тихо Браге отримав свою копію рукопису 1575 року як подарунок від Тадея Гагеція з нагоди коронації Рудольфа II в Регенсбурзі. Можливо, копія Гагеція походить від Георга Йоахіма Ретіка, оскільки Ретік заповів йому частину своєї бібліотеки. Коли Лонгомонтан прощався з Тихо Браге в Бенатках-над-Їзерою, він передав свій примірник «Малого коментаря» своєму другові Йоганнесу Еріксену. Зрештою він потрапив до Віденської придворної бібліотеки разом з маєтком Браге.
Одна з копій, зроблених Браге та надісланих до Німеччини, потрапила до Генріха Брукея в Росток, у якого Браге навчався від 1566 до 1568 року. 1585 року в Ростоку почав навчання Дункан Ліддел, і 2 листопада 1585 року він закінчив свою копію «Малого коментаря», яка пізніше була знайдена в Абердіні. Хоча екземпляр, знайдений у Стокгольмі, нагадує копію Ліддела, поки неясно, як він потрапив до Стокгольма.

## Датування

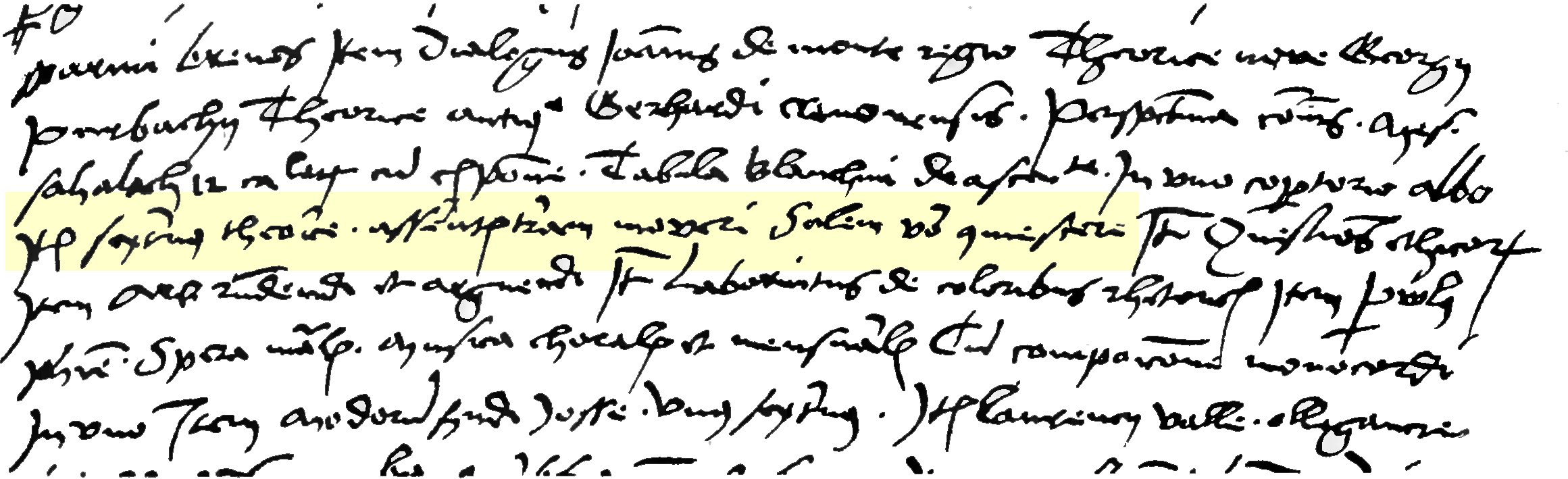
Уривок із бібліотечного каталогу Матвія з Міхова від 1 травня 1514 з посиланням на «Малий коментар»: «item sexternus theorice asserentis terram moveri, Solem vero quiescere» («також теоретичний секстерн, який говорить, що Земля рухається, а Сонце нерухоме»).

Максиміліан Курце у своїй публікації 1878 року датував «Малий коментар» початком 1530-х років.
На початку 1920-х років польський дослідник Коперника Людвік Антоні Біркенмаєр (1855—1929) уточнив датування. У Ягеллонській бібліотеці в Кракові він знайшов бібліотечний покажчик, який краківський географ та історик Матвій із Міхова (1457—1523) опублікував 1 травня 1514 року. У ньому зазначалось: «Також теоретичний секстерн, який говорить, що Земля рухається, а Сонце нерухоме» («Item sexternus theorice asserentis terram moveri, Solem vero quiescere»). Цей шестишаровий документ (sexternus) інтерпретується дослідниками як посилання на «Малий коментар». Коли його знахідка була опублікована в 1924 році, Біркенмаєр припустив, що Коперник залишив копію свого «Малого коментаря» у 1509 році своєму другові, краківському каноніку Бернарду Ваповському, який пізніше передав копію Матвію з Міхова.
1973 року Ноель Свердлоу досліджував, чи можна датувати «Малий коментар», використовуючи задокументовані астрономічні спостереження Коперника, але зазнав невдачі.
Американський дослідник Коперника Едвард Розен (1906—1985) на основі наявних знахідок зробив висновок, що «Малий коментар» був створений не раніше другої половини 1508 і не пізніше 1514 року.
Німецький біограф Коперника та співавтор «Повного видання Миколи Коперника», філософ Юрген Гамель, вважає періодом розвитку ідей, викладених у «Малому коментарі», і самого написання період перебування Коперника в Гейльсберзі з початку 1504 до середини 1510.
Мартін Каррієр називає найбільш вірогідним моментом часу кінець періоду життя Коперника в Гейльсберзі, тобто близько 1509 року.

## Сучасні видання
Після публікації оригіналу латинського тексту другого рукопису Максиміліан Курце опублікував у 1882 році текстове порівняння двох раніше відомих рукописів. Леопольд Прове 1884 року використав це порівняння тексту та обидва рукописи для латинського тексту, надрукованого у другому томі його біографії Коперника.
Перший німецький переклад з латини був опублікований 1899 року Адольфом Мюллером у «Журналі історії та археології Вармії». Едвард Розен зробив перший англійський переклад, надрукований 1937 року в журналі «Осіріс», а двома роками пізніше передрукований в його книзі «Три трактати Коперника». 1948 року з'явився другий німецький переклад, автором якого був Фрітц Россманн.
Англійський переклад Ноеля Свердлоу 1973 року має широкі анотації та численні пояснювальні ілюстрації. Критичне видання латинського тексту в поєднанні з новим німецьким перекладом було опубліковано в 2019 році в четвертому томі «Повного зібрання творів Миколая Коперника».